# Касьяново (Красноярский край)
Касья́ново — деревня в Нижнеингашском районе Красноярского края. Административный центр и единственный населённый пункт Касьяновского сельсовета.

## География
Деревня находится в восточной части края, в пределах таёжной лесорастительной зоны, к востоку от реки Пойма, на расстоянии приблизительно 16 км (по прямой) к юго-западу от Нижнего Ингаша, административного центра района. Абсолютная высота — 355 м над уровнем моря.

### Климат
Климат характеризуется как резко континентальный, с продолжительной морозной малоснежной зимой и коротким жарким летом. Зима продолжается в течение 6-7 месяцев. Абсолютный минимум температуры воздуха составляет −51 °C (по данным метеостанции г. Канск). Продолжительность периода с температурой более 10˚С составляет 100—110 дней. Среднегодовое количество атмосферных осадков составляет 484 мм.

## История
Основана в 1907 году. По данным 1926 года в деревне имелось 132 хозяйства и проживало 706 человек (355 мужчин и 351 женщина). В национальном составе населения того периода преобладали белорусы. В административном отношении являлась центром Касьяновского сельсовета Нижне-Ингашского района Канского округа Сибирского края.

## Население
| 2010 | 2012 | 2013 | 2014 | 2015 | 2016 | 2017 |
| ---- | ---- | ---- | ---- | ---- | ---- | ---- |
| 200  | ↗201 | ↘196 | ↘184 | ↘174 | ↘171 | ↗172 |

### Половой состав
По данным Всероссийской переписи населения 2010 года, в гендерной структуре населения мужчины составляли 51 %, женщины — соответственно 49 %.

### Национальный состав
Согласно результатам переписи 2002 года, в национальной структуре населения русские составляли 94 % из 280 чел.